# Simyra leucaspis
Simyra leucaspis är en fjärilsart som beskrevs av Fischer de Waldheim 1840. Simyra leucaspis ingår i släktet Simyra och familjen nattflyn. Inga underarter finns listade i Catalogue of Life.